# 山喜房仏書林
山喜房仏書林（山喜房佛書林、さんきぼうぶっしょりん）は、東京都文京区本郷東京大学赤門前にある、仏教書専門の書店並びに出版社。
博士学位請求論文の書籍化など、専門書を中心に仏教一般に関する書籍も数多く刊行している。

## 主な刊行物
- 花山信勝『聖徳太子御製法華義疏の研究』1933年 (帝国学士院恩賜賞授与)
- 水野弘元『パーリ語文法』1955年
- 前田惠學『原始佛教聖典の成立史研究』1964年 (日本学士院恩賜賞授与)
- 『椎尾弁匡選集』全10巻 1972年-1973年
- 『佐藤密雄博士古稀記念 仏教思想論叢』1972年
- 長井真琴『独習巴利語文法』1977年
- 『竹中博士頌寿記念 宗教文化の諸相』1984年
- 前田惠學編『現代スリランカ上座仏教』1986年 (朝日新聞社朝日学術奨励金受賞)
- 『前田惠學頌寿記念 仏教文化学論集』1991年
- 『大久保良順先生傘寿記念論文集仏教文化の展開』1994年
- 福田亮成編『空海要語辞典』全3巻 1998年-2008年
- 『前田惠學集』全7巻・別巻1・2巻 2003年-2007年

## 沿革
1928年、森江書店で修業した初代の青木正雄が東京大学赤門前に創立以来、一貫して仏教書専門書店ならびに出版業者として現在に至っている。

## 所在地
東京都文京区本郷5-28-5 